# Спаренная установка
Спа́ренная установка — разновидность пулемётного или пушечного вооружения, включает пушку с двумя стволами (две одноствольных пушки или одну двухствольную) или два пулемёта и более, установленные на общем основании и с общими механизмами наведения и прицелом/ами.
Спаренная пулемётная (спаренный пулемёт) или пушечная (спаренная пушка) установка широкоиспользуемая разновидность оружия для противовоздушной обороны от скоростных и/или быстро маневрирующих воздушных целей и для стрельбы по другим быстродвижущимся целям. В период Великой Отечественной войны словосочетание спаренные орудия (миномёты) использовались и в другом значении: 

Орудия (миномёты) сопровождения должны быть «спаренными», т. е. одно передвигается, а другое в это время ведёт огонь, не оставляя пехоту без огневой поддержки ни на одну минуту.— Указания по использованию артиллерии 28-й армии в наступательной операции, 14 декабрь 1944 года.

## История
В военном деле для повышения ударной силы и огневой мощи формирований, а позднее вооружения и военной техники применяли увеличение количества личного состава формирования (больше стрелков) или создание новых типов и видов вооружений. Так в артиллерии были реализованы различные конструкции многоствольных орудий, например пищали сороковые («сорока»), двухстволка и так далее. Позже многие конструкторы применяли соединение различных видов и типов вооружений для повышения их ударной силы и огневой мощи.
Так в 1929 году спаренный пулемёт ДА-2, представлявший собой модификацию ручного пулемёта ДП устанавливался на модернизированный лёгкий танк МС-1 (Т-18).
В 1930 году на вооружение самолётов Военно-воздушных сил ВС Союза ССР поступил спаренный пулемёт ДА-2, который  устанавливался на самолёты Р-5, У-2.
Спаренные зенитные пулемётные установки появились в 1930-х годах, спаренные установки зенитных орудий — в 1940-х.
Спаренные установки, как и строенные, счетверённые и многоствольные, создаются для увеличения эффективности огня по скоростным и/или быстро маневрирующим  воздушным целями увеличением скорострельности. Применяются как средства ПВО войск и кораблей (при необходимости могут использоваться и как эффективное средство борьбы с небронированными или легкобронированными наземными и надводными целями, в частности — для подавления вражеской пехоты), и как авиационное вооружение (в том числе для самообороны и для борьбы с наземными целями).
Калибр современных серийных пулемётных спаренных установок 12,7 мм и 14,5 мм, пушечных — 20 мм, 23 мм, 25 мм, 30 мм, 35 мм, 40 мм и 57 мм; скорострельность достигает 1 000 и 2 000 выстрелов/мин. соответственно.

## Галерея
- Соединённые (спаренные) пистолеты C96 установленные в кабине австро-венгерского аэроплана.
- Спаренный пулемёт ДА-2, на лёгком танке МС-1 (Т-18).
- Авиастрелки с ДА-2 на борту бомбардировщика ТБ-3.
- Спаренные пушки НР-23 в «барбете» Ил-28.